# Брахмани

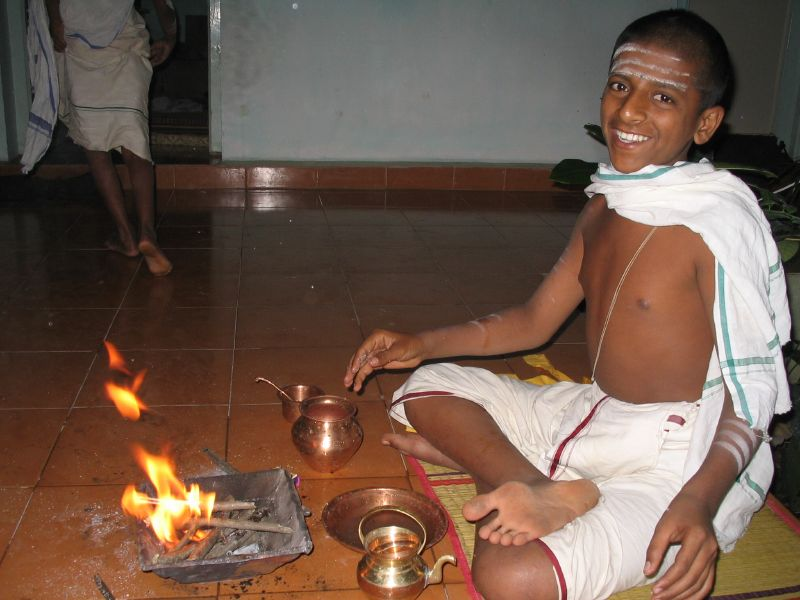
Брахман-хлопець виконує ритуал

Брахма́ни (також браміни, брагмани, санскр. ब्राह्मण, МФА: [braɦmaɳa]) — жерці в індуїзмі. Представники найвищої з чотирьох варн.

## Назва
- Брахма́н (через грец. βράχμανος і рос. брахман)
- Брамі́н (через англ. brahmin)
- Брагма́н (точніша транскрипція санскр. ब्राह्मण, Brāhmaṇa, МФА: [braɦmaɳa])

## Короткі відомості
Брахмани становлять лише 2-5 % населення Індії. В 1931 році вони становили 4,32 % всього населення Британської Індії. Назва пов'язана з творцем Всесвіту Брахмою. Більшість брахманів — арії не тільки духовно[прояснити], а й за генетичним походженням.
В Індії брахманів теж називають віпра — натхненними та двіджа — двічі-народженими.
Брахмани дотримуються багатьох суспільних заборон і, будучи від народження ритуально чистішими за воїнські, торгові чи селянські варни, лише вони є здатними виконувати найважливіші ритуальні завдання, вивчати і декламувати писання. Оскільки в Індії духовне і світське знання є фактично нероздільними, брахмани часто посідають значну інтелектуальну та політичну владу. Після того, як Індія здобула незалежність у 1947 році, спротив щодо брахманського елітизму посилився, але це все ще не послабило значною мірою їхню священицьку роль.

## Рахмани
У давньоруських пам'ятках засвідчено слово «рахман», що означало праведника, Божу людину. Звідси топонім села Рахманівка та прізвища Рахман, Рахманчук, Рахманенко, Рахманінов та латиське прізвище Брахмане[джерело?]. В українській мові збереглися вирази «постимося, як рахмани», «Рахманський Великдень»: на Юра-Івана (Юр'їв день), на Рахманський Великдень. Згідно з найпоширенішою етимологічною гіпотезою, ця лексема сходить до «брахмани» через посередництво грец. βράχμανοι і поширилася на Русі завдяки сказанню «Про Олександра й Ходіння Зосими». Висувалася також думка про походження з араб. raḥmān через тур. rahman («співчутливий»).